# Rossini Opera Festival

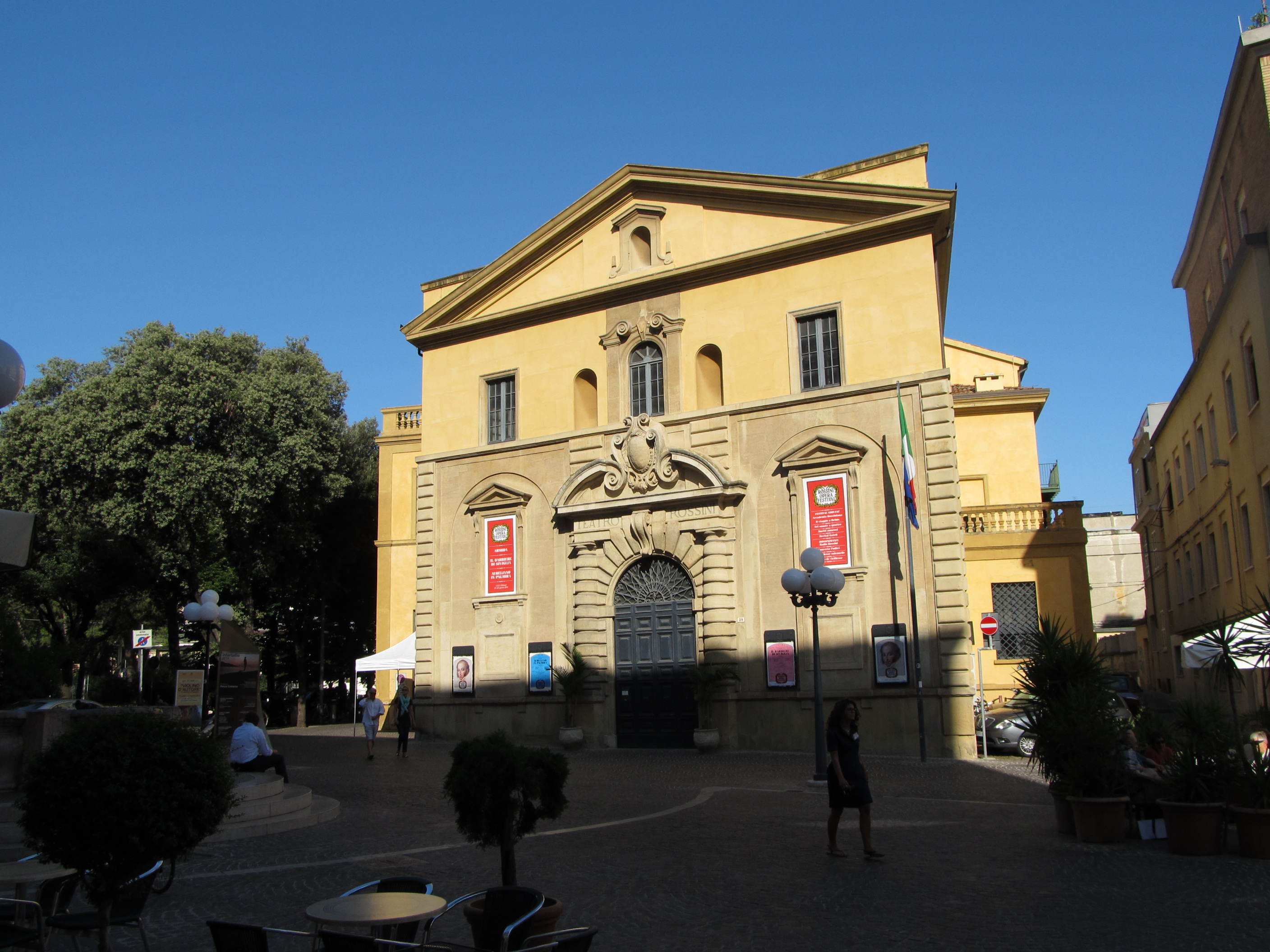
Fachada del Teatro Rossini en Pésaro, donde tiene lugar el festival.

El Rossini Opera Festival (ROF), Festival de Ópera de Rossini, es un festival de música internacional que se celebra en agosto de cada año en Pésaro (Italia), el lugar de nacimiento del compositor de ópera Gioachino Rossini. Su objetivo, además de estudiar el patrimonio musical del compositor, es revivir e interpretar sus obras en un marco único que permita la colaboración de estudiosos, artistas y público. A menudo se lo conoce simplemente como el Festival de Pésaro.
Las representaciones se realizan en el teatro de 850 asientos construido en 1818, el Teatro Rossini y, desde 1988, el estadio deportivo modificado «Palasport» que tiene capacidad para 1500. Desde el año 2000, otro lugar, el Teatro Sperimentale, ha ofrecido la oportunidad de presentar obras menores o de menor escala de contemporáneos de Rossini como Luigi Mosca, Pietro Generali y Carlo Coccia. La plaza principal de Pésaro, la Piazza del Popolo, también alberga actuaciones al aire libre.

## Música de Rossini en Pésaro
Antes de la creación del Festival, no era raro ver producciones de la música de Rossini para marcar ocasiones en su vida y muerte. Así, en 1868 cuando el compositor murió en París, se representó su Stabat Mater junto a Semiramide y Otelo. El primer centenario del nacimiento de Rossini en 1892 se representó La ocasión hace al ladrón y las temporadas del siglo XX vieron muchas óperas de Rossini, incluidas muchas bastante desconocidas.

## El festival establecido en 1980
El Festival nace en 1980 con el objetivo de dar a conocer al mundo las óperas olvidadas de Rossini y presentarlas todas en colaboración con la editorial de música Casa Ricordi, que publica sus ediciones críticas. De las aproximadamente tres docenas de óperas escritas, solo unas pocas se presentan con regularidad.
El 13 de agosto de 1993, el parlamento italiano aprobó por unanimidad la Ley especial n.º 319 «Reglamento en apoyo del Rossini Opera Festival», que reconoce los logros del Festival de Pésaro en la reactivación de las óperas del compositor como derecho a incluirse entre las obras supervisadas por el Estado de restauración del patrimonio artístico nacional. La subvención resultante se financia con fondos del Beni Culturali.
El Festival Rossini ha visto revividas muchas de las obras menos conocidas del compositor, algunas de las cuales han entrado desde entonces en el repertorio operístico estándar.
Desde el principio, el Festival atrajo a algunos de los principales cantantes como Marilyn Horne, Montserrat Caballé, Ruggero Raimondi, Samuel Ramey y Juan Diego Flórez. Según informes de prensa, algunas producciones han sido extremadamente controvertidas.